# デカメロン伝説
「デカメロン伝説」（デカメロンでんせつ）は少年隊2枚目のシングル。

## 概要
初回限定盤30万枚は、クリアーディスク仕様となっている。
少年隊としてシングル・セールスでは、1985年のデビュー曲「仮面舞踏会」、1987年の「君だけに」に続く3番目のヒット曲となる。
フォーリーブスの楽曲『地球はひとつ』みたいに「子どもが覚えてくれそうなメジャーコードの曲って、心に残るんじゃないか」という案が発端で製作された曲で、『仮面舞踏会』と対極となるような曲ということでシングル曲に選ばれた。
歌詞の『10日間だけじゃ語れやしない』とは、ジョヴァンニ・ボッカッチョの創作詩「デカメロン（十日物語）」に由来する。
イントロで流れる音声は「ワカチコ」でなく「ワカチコン」と言っている。錦織一清のアイデアで取り入れられたもので、新田一郎が所属していたスペクトラムのデビューシングル「トマト・イッパツ」の歌詞「ワッチコン」に由来する（一方、植草克秀はこれについて、「ギターで“ワカチコン”って弾けるワカチコンギターとか言うもの」に由来すると解説している。また「ワカチコンは「ニシキが考えました」と錦織の発想だとも認めている。）。
「ペパーミント夢物語」は8cmCDシングルおよび『BEST OF 少年隊』にも収録されているが、どちらもレコード盤とは一部歌詞が異なる。
フジテレビ系列『オレたちひょうきん族』の「ひょうきんベストテン」コーナーでは、同曲がランクインした際に太平サブローが「はあ～でっかいメロンは～『デカメロン』～♪」と演歌調で歌うシーンがあった。

## 収録曲
1. デカメロン伝説
（作詞：秋元康、作曲：筒美京平、編曲：新川博）
2. ペパーミント夢物語
（作詞：戸沢暢美、作曲：加藤和彦、編曲：新田一郎）
タイトルは「ペパーミントドリーミング」と読む。1988年発売『BEST OF 少年隊』収録の際に歌詞が一部変更されている。EPレコードでは「ペパーミントの夢」と歌われている部分を、「ペパーミントドリーミング」と歌い直している。後の1991年2月10日、EPレコード作品一斉CDシングル化の際も歌い直されたヴァージョンがCDに収録された為、EPレコードの歌詞のままの音源は未CD化。